# Aconitum sherriffii
Aconitum sherriffii är en ranunkelväxtart som beskrevs av Lucien André Andrew Lauener. Aconitum sherriffii ingår i släktet stormhattar, och familjen ranunkelväxter. Inga underarter finns listade i Catalogue of Life.